# Budd Peak, Antarktis
Budd Peak är en bergstopp i Antarktis. Den ligger i Östantarktis. Australien gör anspråk på området. Toppen på Budd Peak är 1 220 meter över havet.
Terrängen runt Budd Peak är platt. Trakten är obefolkad. Det finns inga samhällen i närheten.